# Liste der Bodendenkmäler in Vorra
Auf dieser Seite sind die Bodendenkmäler in der mittelfränkischen Gemeinde Vorra zusammengestellt. Diese Tabelle ist eine Teilliste der Liste der Bodendenkmäler in Bayern. Grundlage ist die Bayerische Denkmalliste, die auf Basis des Bayerischen Denkmalschutzgesetzes vom 1. Oktober 1973 erstmals erstellt wurde und seither durch das Bayerische Landesamt für Denkmalpflege geführt wird. Die folgenden Angaben ersetzen nicht die rechtsverbindliche Auskunft der Denkmalschutzbehörde.

Mit dem Stand vom 3. Juli 2018 sind 20 Bodendenkmäler von Vorra in der Bayerischen Denkmalliste eingetragen.

## Hinweise zu den Angaben in der Tabelle
- Spalte Name, Bezeichnung: Bezeichnung des denkmalgeschützten Objektes
- Spalte Ortsteil: Ortsteil, in dem sich das denkmalgeschützte Objekt befindet
- Spalte Koordinaten: Geografischer Standort
- Spalte Denkmalnummer: Offizielle Denkmalnummer des Bayerischen Landesamts für Denkmalpflege
- Spalte Zeitstellung: Besondere Daten, so weit bekannt oder ableitbar, teilweise auch Datum der Ersterwähnung der Liegenschaft
- Spalte Denkmalumfang, Bemerkung: Nähere Erläuterungen über den Denkmalstatus, den Umfang der Liegenschaft und ihre Besonderheiten

Bis auf die Spalte Bild sind alle Spalten sortierbar.

## Liste der Bodendenkmäler
| Name, Bezeichnung | Ortsteil              | Koordinaten                        | Denkmalnummer | Zeitstellung                                            | Denkmalumfang, Bemerkung                                                                                        | Bild           |
| --- | --------------------- | ---------------------------------- | ------------- | ------------------------------------------------------- | --- | -------------- |
| Höhlenstation vorgeschichtlicher Zeitstellung                                                                               | Alfalter/Pommelsbrunn | 49° 32′ 50,97″ N, 11° 29′ 1,44″ O  | D-5-6434-0101 |                                                         | Brunnerschacht (A 129) in der Waldflur „Fichtig“. Gemeindegrenze zu Pommelsbrunn überschreitendes Bodendenkmal. |                |
| Abschnittsbefestigung vor- und frühgeschichtlicher Zeitstellung                                                             | Vorra                 | 49° 33′ 22,98″ N, 11° 29′ 0,44″ O  | D-5-6434-0131 |                                                         | Abschnittsbefestigung Bürg                                                                                      |                |
| Grabhügel vorgeschichtlicher Zeitstellung                                                                                   | Vorra                 | 49° 34′ 10,48″ N, 11° 28′ 30,94″ O | D-5-6434-0132 |                                                         | Grabhügel auf der Scheinleite                                                                                   |                |
| Befestigung vor- und frühgeschichtlicher Zeitstellung                                                                       | Vorra                 | 49° 34′ 0,28″ N, 11° 28′ 44,41″ O  | D-5-6434-0136 |                                                         | Befestigung auf dem Schönbühl                                                                                   |                |
| Mittelalterlicher Burgstall                                                                                                 | Alfalter              | 49° 33′ 9,1″ N, 11° 27′ 20,92″ O   | D-5-6434-0138 | Vermutlich während des 11. oder 12. Jahrhunderts erbaut | Burgstall Altes Schloss                                                                                         | weitere Bilder |
| Siedlung der Urnenfelderzeit                                                                                                | Alfalter              | 49° 32′ 8,57″ N, 11° 28′ 2,06″ O   | D-5-6434-0140 |                                                         | Südlich von Alfalter im Pegnitztal gelegen                                                                      |                |
| Siedlung der Urnenfelderzeit                                                                                                | Alfalter              | 49° 32′ 40,12″ N, 11° 28′ 21,92″ O | D-5-6434-0141 |                                                         | Nordöstlich von Alfalter im Pegnitztal gelegen                                                                  |                |
| Siedlung der Urnenfelderzeit                                                                                                | Alfalter              | 49° 32′ 30,79″ N, 11° 28′ 7,27″ O  | D-5-6434-0143 |                                                         | Nordöstlich von Alfalter im Pegnitztal gelegen                                                                  |                |
| Höhlenstation der Hallstattzeit und des Mittelalters, Gräber vorgeschichtlicher Zeitstellung                                | Artelshofen           | 49° 34′ 51,7″ N, 11° 29′ 27,01″ O  | D-5-6434-0148 |                                                         | Marderloch (A 11)                                                                                               | weitere Bilder |
| Opferplatz der Bronze- und Urnenfelderzeit                                                                                  | Artelshofen           | 49° 34′ 59,74″ N, 11° 29′ 12,54″ O | D-5-6434-0149 |                                                         | |                |
| Höhlenstation vor- und frühgeschichtlicher Zeitstellung                                                                     | Alfalter              | 49° 32′ 48,28″ N, 11° 28′ 12″ O    | D-5-6434-0155 |                                                         | Höhle in der Waldflur „Am Eicha“                                                                                |                |
| Höhlenstation vor- und frühgeschichtlicher Zeitstellung                                                                     | Alfalter              | 49° 32′ 46,22″ N, 11° 28′ 10,35″ O | D-5-6434-0156 |                                                         | Höhle in der Waldflur „Am Eicha“                                                                                |                |
| Befestigung vor- und frühgeschichtlicher Zeitstellung                                                                       | Vorra                 | 49° 33′ 57,55″ N, 11° 27′ 56,97″ O | D-5-6434-0192 |                                                         | Befestigung auf dem Langenstein                                                                                 |                |
| Mittelalterliche und frühneuzeitliche Befunde im Bereich der evangelisch-lutherischen Pfarrkirche St. Maria                 | Vorra                 | 49° 33′ 28,56″ N, 11° 29′ 40,07″ O | D-5-6434-0193 |                                                         | Kirche St. Maria                                                                                                |                |
| Mittelalterliche und frühneuzeitliche Befunde im Bereich der evangelisch-lutherischen Kirche St. Katharina                  | Alfalter              | 49° 32′ 25,53″ N, 11° 28′ 4,59″ O  | D-5-6434-0195 |                                                         | Kirche St. Katharina                                                                                            |                |
| Mittelalterliche und frühneuzeitliche Befunde im Bereich der evangelisch-lutherischen Pfarrkirche St. Philippus und Jakobus | Artelshofen           | 49° 34′ 23,37″ N, 11° 29′ 50,4″ O  | D-5-6434-0197 |                                                         | Kirche St. Philippus und Jakobus                                                                                |                |
| Mittelalterliche Wasserburg und frühneuzeitliches Schloss                                                                   | Artelshofen           | 49° 34′ 24,12″ N, 11° 29′ 49,57″ O | D-5-6434-0198 |                                                         | Schloss Artelshofen                                                                                             |                |
| Höhlenstation der Urnenfelderzeit                                                                                           | Vorra                 | 49° 33′ 56,3″ N, 11° 31′ 17,69″ O  | D-5-6435-0024 |                                                         | Hirschberghöhle (A 324)                                                                                         | weitere Bilder |
| Körpergräber der Hallstattzeit                                                                                              | Artelshofen           | 49° 34′ 20,88″ N, 11° 29′ 57,89″ O | D-5-6435-0025 |                                                         | |                |
| Höhlenstation vorgeschichtlicher und mittelalterlicher Zeitstellung                                                         | Vorra                 | 49° 33′ 50,7″ N, 11° 30′ 2,45″ O   | D-5-6435-0030 |                                                         | Höhle an der Westseite des „Diedesbühl“                                                                         |                |